# خطة خدمة الأسرة المنفردة
خطة خدمة الأسرة المنفردة (بالإنجليزية: Individual Family Service Plan)‏(IFSP) هي عبارة عن خطة لتفعيل خدمات التعليم الخاص للأطفال الصغار المصابين بتأخر النمو. ويتم تطبيق خطة خدمات الأسرة ذات الاحتياجات الخاصة على الأطفال منذ الولادة وحتى عمر ثلاث سنوات. وعند بلوغ الطفل سن ثلاث سنوات، يتم تطبيق برنامج التعليم المنفرد (IEP). الذي تم إنشاؤه من قبل القانون العام للولايات المتحدة تحت رقم 99-457.1
تم تطوير خطة خدمة الأسرة المنفردة بالتعاون مع منسق خدمات القسم ج للطفل والأسرة المؤهلة.
وهذه الخدمة متاحة للقسم سي (وبشكل رسمي القسم إتش) وذلك طبقًا لقانون تعليم الأفراد ذوي الاحتياجات الخاصة (IDEA)
وتم تطبيق خطة خدمة الأسرة المنفردة لتحديد أنواع الدعم اللازمة للأفراد ذوي الاحتياجات الخاصة وكذلك الاحتياجات التي تعزز عملية نمو الأطفال. وعادة ما يتم عمل خطة خدمة الأسرة المنفردة في مراحل 6 أشهر ولكن من الممكن أن يتم تقديم المزيد إذا تطلب الأمر ذلك.
ينبغي أن تشتمل تلك الخطة على عملية تقييم مستوى النمو الحالي للطفل، وكذلك بيان بأهداف هذه الخطة وخدمات الدعم التي ينبغي أن يتم وضعها في المكان المناسب لتحقيق هذه الأهداف، وسيتم بذلك تحديد الخدمة بالتاريخ، والاسم، ومنسق الخدمة.
ما أوجه الاختلاف بين خطة خدمة الأسرة المنفردة وبين برنامج التعليم المنفرد:
تدور خطة خدمة الأسرة المنفردة حول الأسرة وذلك منذ أن كان الطفل جزءًا من حياة الأسرة. بينما يدور برنامج التعليم المنفرد بشكل دقيق حول الطالب، وذلك لأن الشيء الذي تتم مناقشته هو تعليم الطفل. ومن ثم فإن الأهداف التي يتم وضعها للتنفيذ داخل خطة خدمة الأسرة المنفردة تستهدف الأسرة بينما الأهداف المنوطة بـ برنامج التعليم المنفرد تستهدف الطالب. وتشمل خطة خدمة الأسرة المنفردة على مواقع البيئات الطبيعية مثل المنزل، والمتنزهات، ودور رعاية الأطفال، وصالات الألعاب. وينشأ عن هذا التركيز المزيد من الفرص في التعلم المتداخل في النشاطات اليومية والروتين اليومي. بينما يشمل برنامج التعليم المنفرد بيئات مفتعلة ورسمية مثل المدرسة.